# Jason’s Cradle

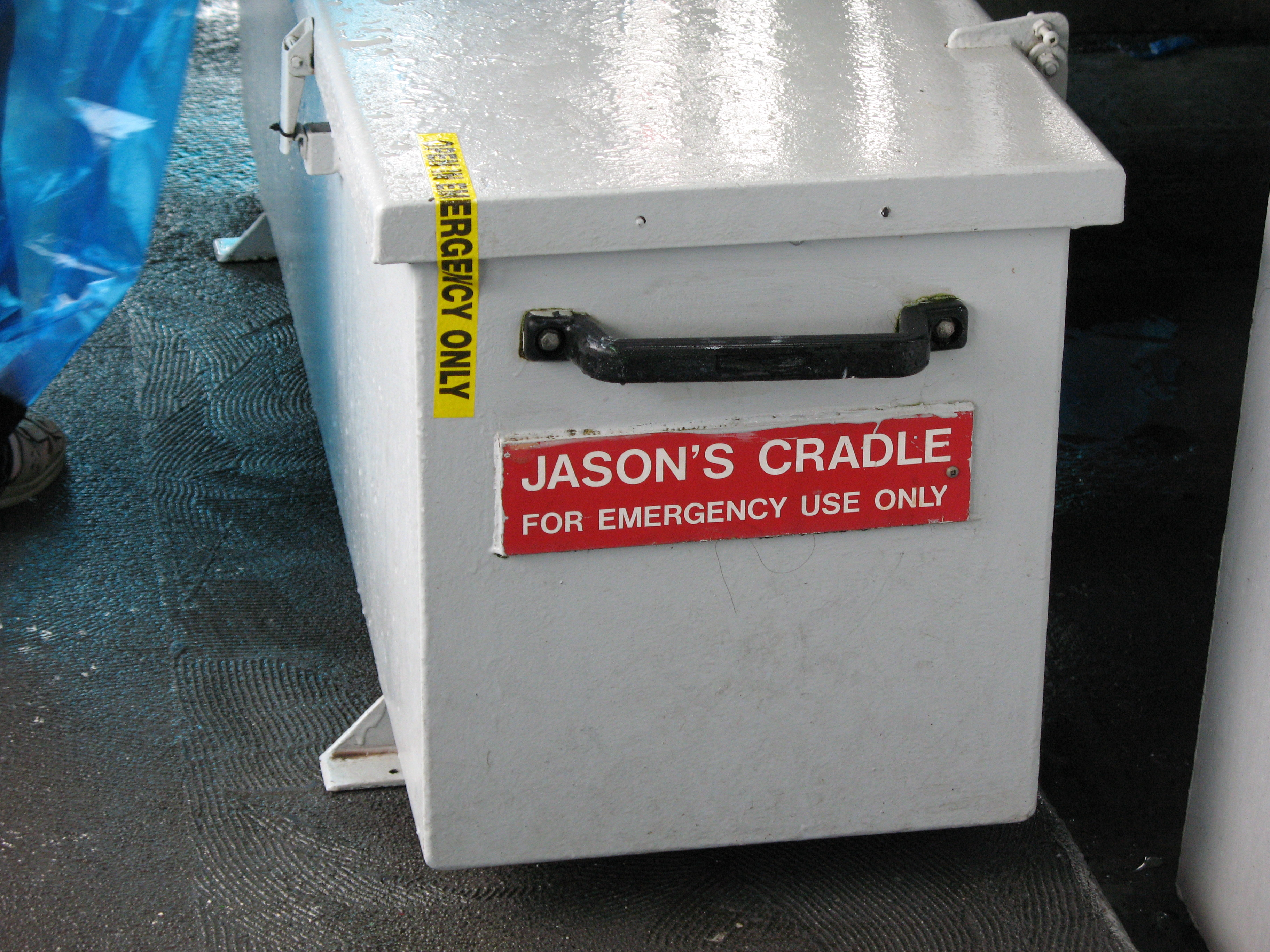
Jason’s Cradle Box

Jason’s Cradle ist ein Wasserrettungsmittel der britischen Firma Land and Marine Products, das nach den Vorschriften der SOLAS getestet und zugelassen wurde.

## Technische Details
Jason’s Cradle (Cradle, englisch für „Wiege“) ist die Markenbezeichnung für ein Produkt der englischen Firma „Land and Marine Products Limited“. Das Rettungsmittel entstand aus speziellen Anforderungen heraus und wurde in der Folge zur Produktreihe weiterentwickelt.

### Anwendung
Die Ausrüstung ermöglicht es, Personen mit geringem Kraftaufwand aus dem Wasser in ein Boot zu holen. Bei bewusstlosen oder stark unterkühlten Verunglückten wird das Gerät außenbords gehängt und die Person, ähnlich wie ein Schiff in ein Trockendock, in ein flexibles Gitter hinein gebettet. Das Gitter ist einseitig fest in der Rettungszone am Boot montiert und ist so konstruiert, dass es beim Einholen eine Röhre bildet, in der der Patient an Bord geholt wird. Durch das Retten im Liegen wird das Opfer nur wenig bewegt, was die Gefahr des Bergungstodes herabsetzt. Gerade die Horizontalbergung zählt zu den wichtigen Anforderungen bei der Wasserrettung.
Das Gerät kann auch als Leiter-ähnliche Einstiegshilfe verwendet werden und ist über ein Schnellverbindungssystem erweiterbar.

### Material
Um den Umweltbedingungen und Anforderungen der Rettungseinsätze gerecht zu werden, besteht Jason’s Cradle aus seewasserfesten Materialien: die rechteckigen, 14 cm hohen und 18 cm breiten Teile aus Polyacetal, Polyethylen und 316er Edelstahl ergeben zusammengefügt ein Gitter mit fast beliebigen Abmessungen.

### Varianten
- Jason’s Cradle Standard: Die Standardausführung ist eine Rettungshilfe, die für Schiffe bis zu 3 Meter Bordwandhöhe über Wasser geeignet ist.
- Jason’s Cradle FRC-Kit: FRC steht für Fast Rescue Crafts und ist eine Sonderausführung speziell für schnelle Rettungsboote.
- Jason’s Cradle Stretcher: Diese Liegend-Trage besitzt zusätzlich Auftriebskörper, welche seitlich an dem biegsamen Gitternetz befestigt werden, vergleichbar mit einer Schwimmtrage. Sie ist zur Wasserrettung aus großen Höhen vorgesehen, beispielsweise mit der Seilwinde eines Helikopters oder dem Kran einer Bohrinsel.
- Jason’s Cradle Scramble Net: Das Kletternetz besteht aus mehreren Elementen, die mit Abstandshaltern zusammengehalten werden, welche quer zum Gitternetz angebracht werden. Es ist vergleichbar mit einer Lotsenleiter. Es kommt beispielsweise bei Evakuierungen als Abstiegshilfe von Schiffen in ein Rettungsfloß zum Einsatz.

## Verbreitung
Jason’s Cradle ist eine flexible Bergeplattform zum Einsatz auf Rettungsbooten, bei Reedereien, bei kommerziellen Seefahrt- und Hilfsorganisationen, wie beispielsweise der Search and Rescue (SAR) sowie der Royal National Lifeboat Institution (RNLI), sowie auf Offshorebauwerken. Die Rettungsvorrichtungen der Jason’s Cradle-Produktreihe werden als weltweit marktführend betrachtet.

## Kritik
Durch die beim Bergen des Patienten entstehende Rollbewegung ist die Vorrichtung nicht für die Rettung von Patienten mit Wirbelsäulenverletzungen oder anderen Knochenbrüchen geeignet.